# Batalla de Totoapan
La Batalla de Totoapan tuvo lugar el 18 de octubre de 1863 en las inmediaciones del arroyo de Totoapan en el actual municipio de Cosoleacaque en el estado de Veracruz, México, entre elementos del ejército mexicano de la república, al mando del teniente coronel Francisco de P. Carrión y tropas francesas al servicio del Segundo Imperio Mexicano comandadas por el teniente coronel Duboscq.

## Antecedentes
El 17 de julio de 1863, la guardia nacional comandada por el suizo Stoeklin e integrada por 120 soldados, desembarcaron sin resistencia en Minatitlán, estableciéndose en Tacoteno. Las fuerzas de Stoeklin eran apoyadas por el buque, “El Pizarro”, que permaneció frente a Minatitlán. Stoeklin logró tomar algunas localidades cercanas, sin embargo el 17 de agosto, cuando este se dirigía con una escolta de 25 hombres a Jáltipan con el fin de derrotar a un grupo de mexicanos, falleció en una emboscada. El Teniente coronel Duboscq, oficial de la Legión Extranjera en México, ocupó el mando de la zona que dejó Stoeklin y continuó estableciendo su campamento militar en Tacoteno con el apoyo de “El Pizarro” y la cañonera “Santa Bárbara”.
En Cosoleacaque, tropas mexicanas se encontraban hostigando las acciones del teniente coronel Duboscq, comandados por el teniente coronel Francisco de P. Carrión con cerca de 300 hombres, constituida por granaderos y la 1ª. Compañía del batallón “Zaragoza”, con una compañía del “Segundo Activo” (del antiguo batallón “Ortega”) y otra en alta fuerza del cantón de Los Tuxtlas.
Duboscq tenía a su mando a 200 soldados de infantería de la legión extranjera y aproximadamente 200 soldados conservadores. Carrión pidió instrucciones al Gral. Alejandro García, quien en ese entonces era el jefe de la Línea Militar de Sotavento. García dio órdenes de retirada con dirección a Acayucan, en lo que se enviaban refuerzos.
Las fuerzas republicanas se decidieron a comenzar el viaje el 18 de octubre, sin embargo a las 6 a. m. llegaron noticias de un movimiento de las fuerzas intervencionistas. 300 soldados al mando de Duboscq se concentraron frente a Tacoteno y se encontraban decididos a avanzar rumbo a Cosoleacaque. En su camino incendiaron los ranchos de “Matagarrapata” y “Hato Nuevo”.

## Batalla
Ante esta situación, Carrión decidió presentar batalla en un precipicio cercano al cauce del arroyo de Totoapan, cerca del antiguo camino hacia Minatitlán, ya que los invasores tenían por necesidad que subir y bajar por el mismo, existiendo cierta ventaja para las tropas mexicanas.
Con el fin de frenar el avance invasor, Carrión decidió que las mejores posiciones de ataque serían los flancos del Camino Real, así pues, los soldados mexicanos se encontraban detrás de los arbustos y de cualquier pertrecho. Cuando las fuerzas imperialistas se encontraron al borde del precipicio, comenzó la batalla. Duboscq ordenó hacer fuego con un cañón sobre el área, acción donde muere el teniente que comandaba la compañía de Los Tuxtlas, así como tres soldados. Carrión ordenó entonces contestar el ataque, iniciándose un denso combate. Durante el mismo, la pieza de artillería imperialista cayó al fondo del precipicio. Es entonces que el combate se centró en la posesión de dicha pieza de artillería, pues las fuerzas mexicanas no contaban con este tipo de arma. El teniente Manuel Rosso con sus granaderos del batallón “Zaragoza”, fueron los primeros en tratar de apoderarse de la pieza, lo que complicó el combate. Rosso se hizo de la pieza y, junto al sargento Pedro Vidal, hicieron fuego a los franceses con el cañón. Duboscq es atravesado por una bala en el pecho, por lo que complicó los movimientos invasores y los franceses iniciaron su retirada. Justo cuando los franceses huían del campo, el llano fue sitiado por más de 300 soldados indígenas que buscaron a los sobrevivientes hasta Tacoteno.

## Consecuencias
Después del combate, se encontraron en el campo de batalla 51 muertos del bando imperialista, siendo sólo 2 de ellos conservadores. Al siguiente día, 18 conservadores fueron hechos prisioneros y fusilados. El botín de guerra fue de 65 fusiles, 15 mosquetones, 11 espadas, 3 cajas de parque, 2 cajas de artillería, 19 caballos, 9 mulas, que fueron entregados al Gral, García.
- Datos: Q5723071
- Multimedia: Category:Battle of Totoapan / Q5723071